# Kisbér vasútállomás
Kisbér vasútállomás egy Komárom-Esztergom vármegyei vasútállomás, melyet a MÁV üzemeltet Kisbér városában. A központ délnyugati részén található, közúti elérését a 8218-as útból dél felé kiágazó 82 322-es számú mellékút biztosítja.

## Vasútvonalak
Az állomást az alábbi vasútvonalak érintik:
- Székesfehérvár–Komárom-vasútvonal
- Környe–Pápa-vasútvonal

## Kapcsolódó állomások
A vasútállomáshoz az alábbi állomások vannak a legközelebb:
- Ászár megállóhely (Komárom vasútállomás, Székesfehérvár–Komárom-vasútvonal)
- Bakonysárkány vasútállomás (Bakonysárkány vasútállomás, Székesfehérvár–Komárom-vasútvonal)
- Bakonyszombathely megállóhely (Pápa vasútállomás, Környe–Pápa-vasútvonal)
- Ete megállóhely (Környe vasútállomás, Környe–Pápa-vasútvonal)

## Forgalom
| Járat | Útvonal | Gyakoriság |
| ----- | --- | ---------- |
| S150  | Székesfehérvár – Szárazrét – Bodajk – Csókakő – Mór – Bakonysárkány – Kisbér – Nagyigmánd-Bábolna – Szőny-Déli – Komárom | 2 óránként |